# Neon Genesis Evangelion 1: Apostlarna anfaller
Neon Genesis Evangelion 1: Apostlarna anfaller är volym 1 av mangan Neon Genesis Evangelion av Yoshiyuki Sadamoto.

## Handling
Shinji blir kallad till Tokyo-3 av sin far Gendo. En gigantisk fientlig varelse, en apostel, attackerar staden till synes utan anledning. Fadern kommenderar honom att styra en stor maskin kallad EVA för att försvara staden. Shinji vägrar på grund av Gendos tidigare nonchalans gentemot honom. Han känner sig dock tvungen när Gendo tänker låta den tidigare piloten strida trots att hon är allvarligt skadad...o.s.v

## Kapitel
- Apostlarna anfaller
- Återseende
- Enhet 01, lossa hissen!
- Tystnad
- Det som syntes på ljusets rand
- Jag gråter